# Кречман, Штеффен
Штеффен Кречман (нем. Steffen Kretschmann; 8 июня 1980, Кётен, ГДР) — немецкий боксёр-профессионал, выступавший в тяжёлой весовой категории. Двукратный бронзовый призёр любительских чемпионатов мира (1999 г., 2003 г.). В профессиональном боксе — интернациональный чемпион Германии (2008 г.) в тяжёлом весе. Рост — 196 см. Боевой вес — 105 кг.

## Любительская карьера
В любительском боксе Кречман последовательно преодолел все ступени, которые приходится преодолевать юному спортсмену, перешагивающему порог боксёрской школы с мечтой попасть со временем в национальную сборную своей страны. Штеффен оказался способным учеником и его первые серьёзные успехи на внутренней, а затем и международной арене не заставили себя долго ждать. В 1996 году молодой немец, выступавший тогда в полутяжёлой весовой категории, выиграл чемпионат Европы среди кадетов (до 17 лет), а годом позже, поднявшись в следующую возрастную группу, занял второе место на молодёжном европейском первенстве, проходившем в английском Бирмингеме. В 1998-м окрепший, потяжелевший и перешедший в связи с этим в тяжёлую весовую категорию Кречман дебютировал на турнирах планетарного масштаба, приняв участие в молодёжном чемпионате мира в Аргентине. По ходу состязаний Штеффену удалось одержать победу над будущим олимпийским чемпионом Пекина-2008 итальянцем Роберто Камарелле, однако в четвертьфинале Кречман безоговорочно уступил боксёру, также ставшему впоследствии триумфатором Олимпийских игр — кубинцу Одланьеру Солису.
Переход во взрослые соревнования дался немецкому боксёру абсолютно безболезненно. 1999 год вообще стал одним из самых ярких в его карьере — Кречман выиграл национальное первенство и отлично выступил на чемпионате мира, проходившем в американском Хьюстоне. Там, в Штатах, он дошёл до стадии полуфиналов, где встретился в бою за право участвовать в финале турнира с хозяином ринга Майклом Беннетом. Во втором раунде поединка, пробивая апперкот, Штеффен вывихнул руку и не смог продолжить схватку, что автоматически сделало его бронзовым призёром чемпионата. В то время Кречман по праву считался главным претендентом на участие в приближающейся Олимпиаде-2000, но заполучить олимпийскую лицензию ему было не суждено. На национальном уровне в тяжёлой весовой категории у Штеффена появился достойный конкурент, Себастиан Кёбер, острое соперничество с которым в начале 2000-х приносило уроженцу Кётена сплошные неприятности. Несмотря на победы Кречмана в чемпионатах Германии в 2001—2002 годах, Кёбер всякий раз наглядно убеждал тренеров сборной в том, что на крупные международные турниры следует везти именно его. В 2003-м злой гений Штеффена принял решение перейти в супертяжёлую весовую категорию. Кречман воспользовался этим сполна, пробившись на чемпионат мира-2003, проходивший в столице Таиланда Бангкоке. Немецкий боксёр отметил возвращение в основной состав сборной своей второй в карьере «бронзой», уступив лишь в полуфинале сильному россиянину Александру Алексееву. Начиная с 2004 года Штеффен выступал в супертяжёлой весовой категории и в новом статусе супертяжа завоевал серебряную медаль на чемпионате мира среди военнослужащих (2004 год). Однако пробиться на Олимпиаду-2004 Кречману вновь не удалось, причём по банальной причине — после «подъёма» в более тяжёлую весовую категорию на его пути в очередной раз встал пресловутый соотечественник Кёбер. Аналогичным образом не попав в 2005 году на чемпионат Европы, Штеффен принял решение попробовать себя в профессиональном боксе. Всего за время выступлений в любительских соревнованиях Кречман провёл 144 боя, одержав в них 122 победы.

## Профессиональная карьера
На профессиональном ринге Кречман дебютировал 10 ноября 2006 года в возрасте 26 лет, все свои бои провёл в Германии и Турции под эгидой известной немецкой промоутерской компании «Арена Бокс-Промоушн». Хорошо оснащён технически, координирован, обладает сильным ударом слева, но при этом не отличается высокой скоростью передвижения по рингу, и по состоянию на 31 октября 2008 года ни разу не встречался с соперником, способным провести качественную проверку его защитных навыков.

### 2006—2007 годы
Данный период Кречман провёл чрезвычайно активно. Так, после дебюта в ноябре 2006-го, Штеффен до конца года провёл ещё два боя (правда, с соперниками откровенно низкого уровня), завершив все эти поединки зрелищными нокаутами.
В 2007 году Кречман выходил на ринг семь раз, причём у пятерых его оппонентов количество побед в послужных списках превосходило количество поражений. Но это никак не сказался на успешных выступлениях Штеффена — выходцы с территории бывшего СССР Игорь Шукало, Эдгар Калнарс и Толгат Досанов не продержались и двух раундов, а серб Ивица Перкович не смог продолжать поединок после третьего. Даже такой опытный боксёр, как американец Кори Сандерс, побеждавший в своё время Олега Маскаева и встречавшийся на ринге с Майклом Грантом, Анджеем Голотой и Дэвэррилом Уильямсоном, хоть и прошёл всю дистанцию восьмираундового боя, доставить при этом особых проблем Кречману не сумел.

### 2008 год
В марте 2008 года Штеффен завоевал свой первый в профессиональной карьере чемпионский пояс. Воспользовавшись представившейся возможностью побороться за вакантный титул интернационального чемпиона Германии, добровольно оставленный перспективным белорусским  тяжеловесом Александром Устиновым, Кречман явно не прогадал.

#### 11 марта 2008 годаШтеффен Кречман —Алексей Кособоков
- Место проведения:  «Маритим Отель», Галле на Заале, Саксония-Анхальт, Германия
- Результат: Победа Кречмана техническим нокаутом в седьмом раунде десятираундового боя
- Статус: Бой за звание интернационального чемпиона Германии
- Рефери: Арно Покрандт
- Вес: Кречман — 105,5 кг; Кособоков — 97,4 кг

Соперником немца стал достаточно опытный латвийский боец Алексей Кособоков, имевший за плечами солидную практику любительских и профессиональных поединков. Кречман уверенно переигрывал соперника и на дистанции, и в ближнем бою — подчас происходившее в ринге напоминало одностороннее избиение. В седьмом раунде рефери Арно Покрандт счёл, что пропущенное Кособоковым количество ударов перевалило за некую критическую отметку и зафиксировал победу Штеффена техническим нокаутом.
После победы в титульном бою Кречман не появлялся на ринге в течение полугода, приняв решение отказаться от завоёванного пояса. Вернувшись, Штеффен уверенно разобрался с не представлявшими для него никакой опасности американским тяжеловесом Отисом Тисдейлом и соотечественником Марселем Целлером. После победы над Целлером Кречман заявил, что хотел бы в будущем претендовать на титул чемпиона Европы (EBU).